# Dějiny Univerzity Karlovy (od 1945)

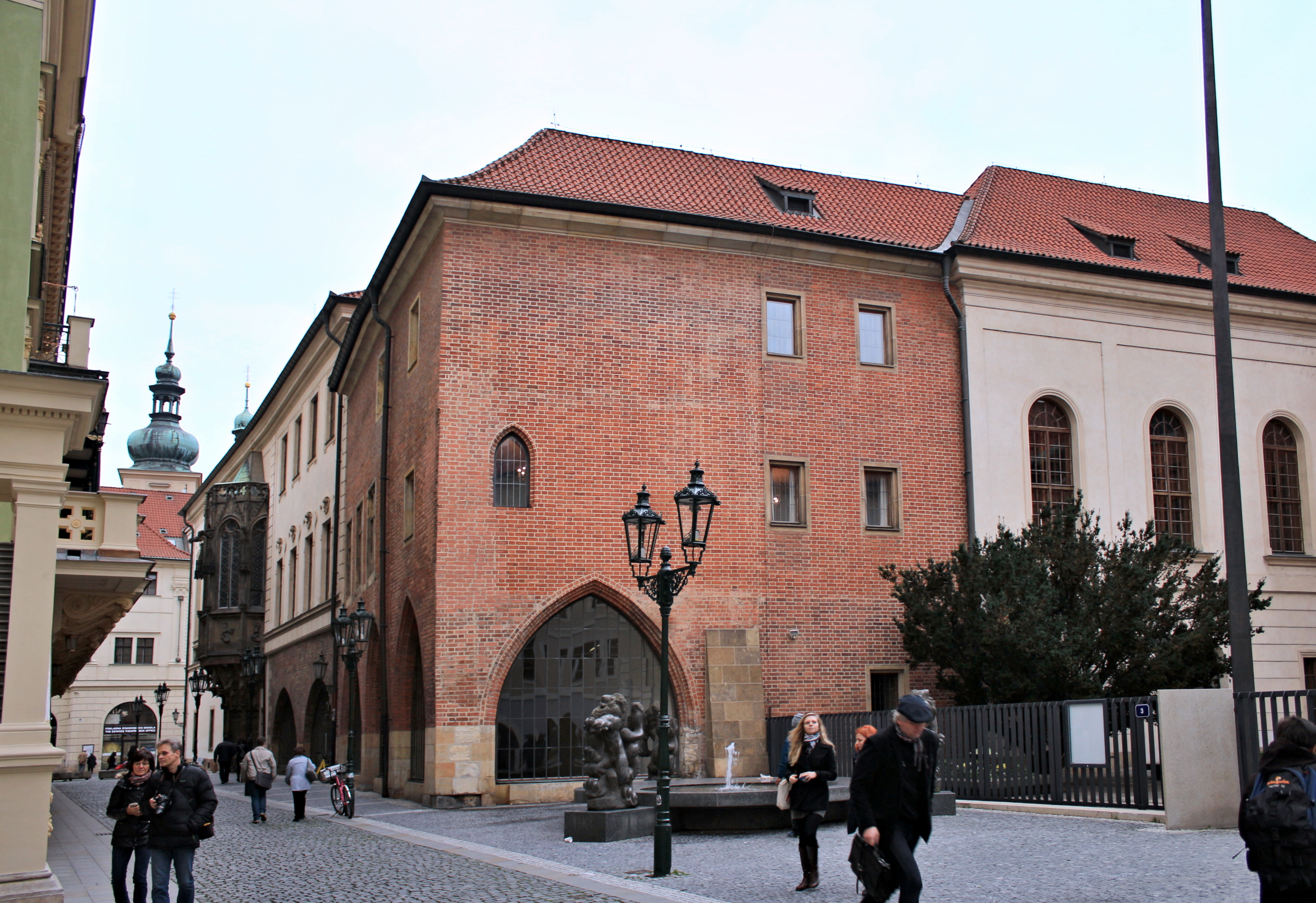
Historická část Karolina po rekonstrukci z let 1945–1949

Dějiny Univerzity Karlovy od konce druhé světové války do současnosti odpovídají politickým dějinám země.

## Poválečná obnova (1945–1948)
Hned po osvobození, když se vedení ujímaly domácí reprezentace a profesor Albert Pražák byl předsedou České národní rady, se začaly projevovat tendence k zasahování státu i do univerzity. Ačkoli akademická obec očekávala, že se rektorství ujme opět orientalista Bedřich Hrozný, řádně zvolený rektor roku 1938/39, ministr Zdeněk Nejedlý prosadil biologa Jana Bělehrádka a vyměnil i několik děkanů. První starostí univerzity bylo uspokojit nával studentů válečných ročníků a přednášky mimořádného letního semestru se tak konaly všude možně, včetně velkých sálů Lucerny a podobně. Značný vliv měl Studentský národní výbor (SNV), vzniklý už 5. května, který prosadil zrušení všech poplatků a podílel se i na očistě univerzity od osob, které se za okupace zkompromitovaly. Ani to se neobešlo bez vyřizování osobních účtů, potíže měl i například profesor Heyrovský. 11. června se SNV přetvořil ve Svaz vysokoškolských studentů (SVS) pod předsednictvím Jana Kazimoura, který se brzy stal kolektivním členem komunisty vedeného ČSM. Hned v roce 1946 ale vznikaly i studentské svazy ostatních stran a politické napětí se přenášelo i mezi studenty.
Kvůli návalu studentů – na UK jich bylo zapsáno 12 500 – zejména na medicíně vznikly pobočky lékařské fakulty v Plzni a Hradci Králové a roku 1946 vznikla jako v pořadí sedmá Pedagogická fakulta UK. Bylo jmenováno 73 nových profesorů a 63 docentů a ministerstvo školství zřídilo nové katedry sovětského práva (Vladimír Procházka), sovětské filosofie (Arnošt Kolman) a sovětské literatury (Bohumil Mathesius). Německá univerzita byla jako „ústav nepřátelský českému národu“ zrušena dekretem prezidenta republiky z 18. října 1945, který svou účinnost ale retroaktivně stanovil k 17. listopadu 1939. Potíže měli i německy mluvící profesoři, kteří se vraceli z koncentračních táborů; nakonec je univerzita nepřijala a jen někteří (např. filosof Bedřich Utitz) se uchytili v Akademii věd.

## Období vlády KSČ (1948–1989)

### Únorový převrat
Rektorem univerzity byl v červnu 1947 zvolen ekonom Karel Engliš a i ve studentských spolcích začali převažovat demokraté. 3. prosince 1947 uveřejnil ministr informací Václav Kopecký v novinách hrubý útok proti rektorovi a univerzitám, na nějž všechny univerzity odpověděly protesty. V roce 1948 se napětí dále vyostřilo a 23. února 1948 byli zatčeni dva představitelé studentských spolků, večer však přesto došel průvod několika tisíc studentů na Hrad a jejich zástupce přijal prezident Edvard Beneš. Tisícové manifestace pokračovaly i další dny a 25. února byl tichý průvod brutálně rozehnán, přes sto studentů zatčeno a jeden postřelen.
Současně probíhaly i manifestace ozbrojených Lidových milicí a další komunistické akce, které přešly v převzetí moci, obsazení sekretariátů nekomunistických stran a zřizování samozvaných akčních výborů, které nepohodlné funkcionáře vyhazovaly. 26. února rezignoval rektor Engliš a akční výbory, řízené komunistickou stranou a ministrem Nejedlým, vyloučily desítky učitelů i studentů. Jediný, kdo proti tomu ostře a veřejně vystoupil, byla prof. Růžena Vacková na schůzi filosofické fakulty; strávila potom 17 let ve věznicích.
Zároveň se horečně chystaly velké oslavy 600. výročí založení UK. Novým rektorem byl zvolen matematik Bohumil Bydžovský a oslavy proběhly s velkou pompou, s pamětní medailí a známkami, polovina pozvaných zahraničních univerzit však vzhledem ke změněným poměrům účast odřekla, například všechny univerzity britské, a z těch, kdo měli dostat čestné doktoráty, jich 13 odmítlo. Oslavy 7. dubna ve Vladislavském sále se zúčastnil i prezident Beneš, což bylo jeho poslední veřejné vystoupení. Pozitivním výsledkem oslav byla velkorysá rekonstrukce Karolina podle návrhu Jaroslava Frágnera. Při ní byla podstatně rozšířena Velká aula a postupně rekonstruováno celé Karolinum, včetně nové budovy rektorátu (1968). Na výzdobě se podíleli sochaři Karel Pokorný (socha Karla IV. v aule), Josef Wagner (Karel IV. v předsíni rektorátu), Karel Lidický (socha M. Jana Husa na nádvoří), malíři Vladimír Sychra (gobelín v aule), Richard Wiesner (stropní panely ve vestibulu auly) a další.
Rektorem na rok 1948–49 byl zvolen Jan Mukařovský, poslední rektor volený na rok podle starších zvyklostí; na jeho volbě se poprvé podíleli i zástupci studentů a zaměstnanců. V listopadu 1948 vyhlásil Rudolf Slánský program „regulace výběru studentů“ a „studijními prověrkami“ v přímé režii KSČ neprošlo na UK přes 3600 studentů, celkem téměř čtvrtina, na právnické fakultě dokonce 42 %. Většina mužů rukovala na vojnu k „černým baronům“. Na jejich místa nastoupili absolventi tzv. „dělnických kurzů“ (ADK), jimž půlroční kurz nahradil gymnázium.

### Reformy Zdeňka Nejedlého
V následujících letech „reforem“ podle sovětského vzoru byla filozofická a lékařská fakulta rozdělena na tři části a vznikla řada nových specializovaných fakult, z nichž přetrvala jen Matematicko-fyzikální fakulta. Zákonem číslo 58/1950 Sb. z 18. května 1950 byly vysoké školy zcela podřízeny ministerstvu školství, zavedly se povinné studijní plány a přednášky, studijní kroužky a množství zkoušek. Orgány vysoké školy byli vedle rektora a děkanů také prorektoři, rektorát, tajemník (od roku 1956 kvestor), rada a valné shromáždění, obdobně na fakultách děkan, proděkani atd. – vesměs jmenovaní ministrem na základě návrhu jím rovněž jmenovaného Státního výboru pro vysoké školy. Zákon vyloučil z univerzit teologické fakulty, zavedl institut kateder, jejichž vedoucí jmenovalo také ministerstvo, a zrušil akademické senáty i dosavadní akademické tituly, takže v letech 1953–1966 se absolventi označovali jen jako „promovaný filozof“ (lékař, právník atd.). Byly vytvořeny katedry marxismu-leninismu a zavedeny nové kategorie učitelů: profesor, docent, lektor, odborný asistent, asistent a odborný instruktor.
V následujících letech byla řada učitelů i studentů vězněna a několik (zejména právníků) popraveno, což fakulty i rektor občas komentovali nadšenými rezolucemi. V důsledku těchto změn a „kádrové politiky“ KSČ a Československého svazu mládeže (ČSM) prudce klesl počet posluchačů: oproti roku 1947, kdy bylo zapsáno téměř 12 500 studentů, bylo jich roku 1957 jen necelých 8 000. Od roku 1950 byla pro všechny posluchače povinná výuka marxismu-leninismu v rozsahu čtyř hodin týdně po dobu čtyř let. Od roku 1952 byla pro muže zavedena vojenská příprava, jíž se věnoval jeden den v týdnu, a jejím absolventům se vojenská služba zkrátila na šest měsíců. Nehledě na změny s krátkým trváním se roku 1953 z původní jednotné lékařské fakulty oddělily Fakulta dětského lékařství (dnes 2. lékařská fakulta) a Fakulta hygienická (dnes 3. lékařská fakulta), roku 1955 vznikla Fakulta technické a jaderné fyziky (od roku 1959 součást ČVUT) a roku 1959 Fakulta tělesné výchovy a sportu.
První známky nespokojenosti se na univerzitě projevily v roce 1956, když Chruščov odhalil stalinské zločiny. Tehdejší rektor (od roku 1953), matematik Miroslav Katětov (1918–1995) se vyslovil pro omezení státních zásahů a studentské majáles se 100 tisíci účastníky daly najevo touhu po větší svobodě. O rok později se ale pozice KSČ opět upevnila a Antonín Novotný zahájil třídně-politické prověrky učitelů i studentů. Vědeckou radu UK tvořili od roku 1956 dva zástupci KSČ, dva za odbory a dva za Svaz mládeže. Roku 1957 byl rektorem jmenován profesor dějin sovětské komunistické strany Jaroslav Procházka (1897–1980). Roku 1961 byla založena Universita 17. listopadu, kde se vyučovalo v cizích jazycích a kde studovalo také víc cizinců, zejména z Kuby, z Afriky a arabských zemí.

### Období uvolňování a Pražského jara (1966–1970)
Roku 1966 vyšel nový zákon o vysokých školách, který poměry mírně liberalizoval, obnovil volbu akademických funkcionářů vědeckou radou, ale hlavně obnovil akademické tituly. Podle tohoto zákona byl téhož roku zvolen rektorem neurolog Oldřich Starý (1914–1983). Už roku 1965 vznikla v rámci ČSM komise vysokoškoláků, vedená strojařem Lubošem Holečkem, která se snažila vytvořit vlastní studentskou organizaci. Rozbuškou dalších událostí se však stala spontánní demonstrace studentů ČVUT, kterým v kolejích na Strahově často vypínali proud. Asi 1500 studentů se 31. října 1967 vydalo na Hrad se svíčkami a volali „Chceme světlo!“ Policie to pochopila jako metaforu a studenty brutálně rozehnala, což vyvolalo vlnu protestů a nakonec i jisté vyšetřování. 13. ledna 1968 pražští vysokoškoláci ukončili spolupráci s ČSM a 28. února byla na Filozofické fakultě zvolena Akademická rada studentstva (ARS), což se pak dělo i na dalších fakultách.
Při masovém průvodu studentů ke hrobu T. G. Masaryka v Lánech 7. března 1968 žádali studenti rehabilitaci profesorů, kteří museli univerzitu opustit po roce 1948, což se pak skutečně stalo a profesoři Václav Černý, Karel Krejčí, Jan Patočka a další začali na podzim přednášet. Při oslavách padesátého výročí založení republiky vyjádřil rektor Starý obavy z dalšího vývoje, následovala řada studentských stávek a protesty vyvrcholily smrtí studenta Filosofické fakulty Jana Palacha, který se 16. ledna před Národním muzeem polil benzinem a zapálil a přes velké úsilí lékařů 19. ledna zemřel. Jeho velkolepý pohřeb byl jednou z posledních svobodných manifestací odporu.

### Období takzvané „normalizace“
Na podzim roku 1969 zahájila výuku Farmaceutická fakulta v Hradci Králové. V květnu 1969 byl novým rektorem zvolen Josef Charvát, ministr ho však už nepotvrdil a teprve roku 1970 byl „zvolen“ rovněž lékař Bedřich Švestka, rektor pověstné normalizace. V průběhu několika vln politických čistek muselo univerzitu opustit 92 učitelů, dalších 40 bylo pro překročení věku 65 let podle novely vysokoškolského zákona nuceně penzionováno, 39 odešlo do emigrace a 94 bylo zbaveno vedení kateder a ústavů. Na jejich místa často nastoupili nově jmenovaní docenti a profesoři bez habilitačního řízení. Souběžně probíhaly i prověrky členů KSČ, 93 učitelů bylo vyloučeno a 662 vyškrtnuto. Na humanitních fakultách to obvykle znamenalo propuštění, na lékařských zbavení funkce.

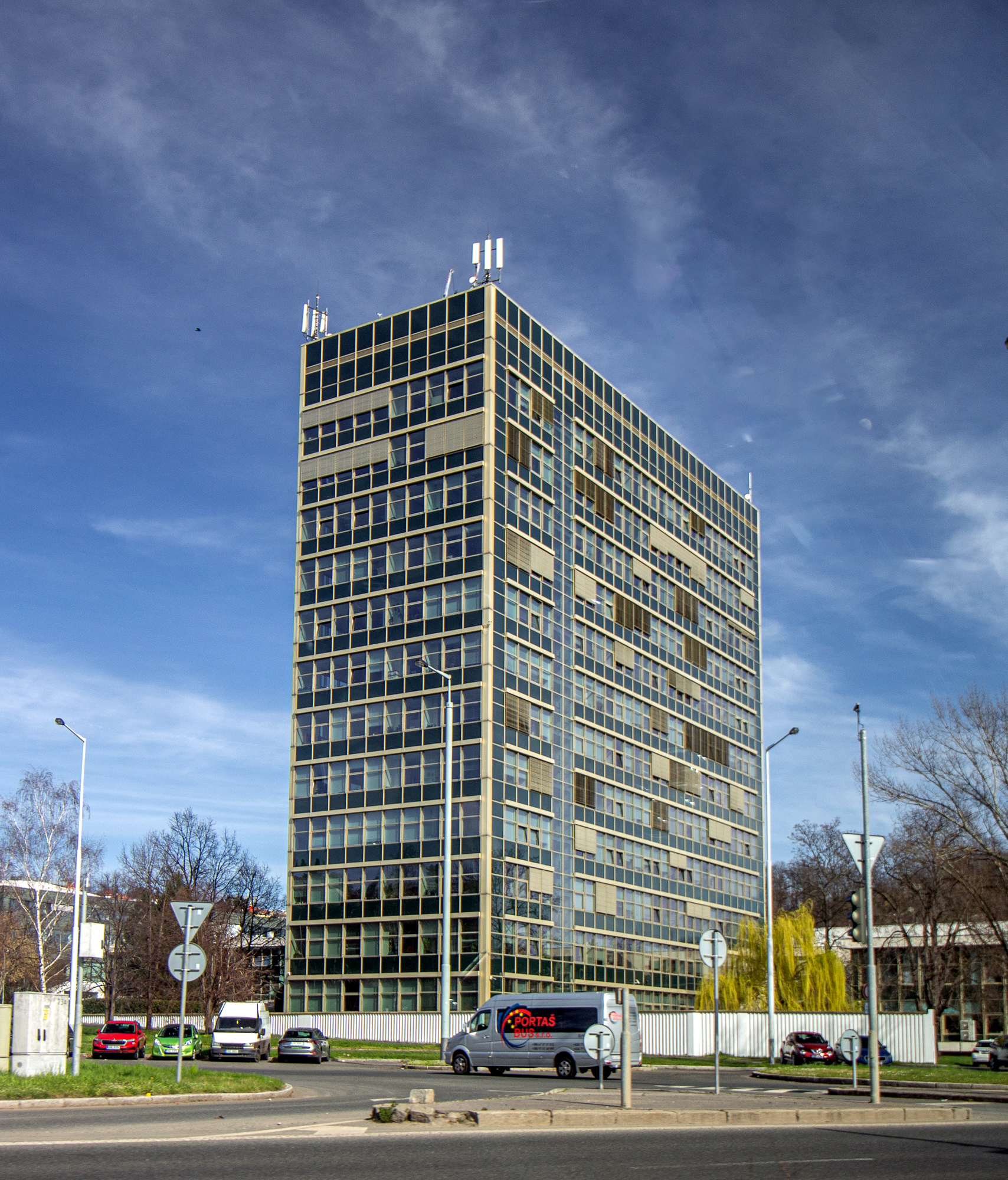
Budovy fyzikálních ústavů MFF v Troji (1978)

Toto postátnění univerzit dovršil nový zákon z 10. dubna 1980, podle něhož vysoké školy plně podléhaly ministerstvu školství, které určovalo a kontrolovalo jejich činnost, jmenovalo akademické funkcionáře atd. Zákon zároveň přiznal tituly PhDr., JUDr., RNDr. a PaedDr. vynikajícím absolventům bez rigorózního řízení.
Výrazný pokles úrovně výuky, zejména na humanitních oborech, i politická omezení přístupu ke studiu vyvolaly vznik řady více či méně soustavných bytových seminářů, na nichž se podílela i řada bývalých profesorů a docentů Univerzity Karlovy. Některé z nich mívaly – dík solidární pomoci zahraničních kolegů – i velmi významné hosty, zejména z Francie a z Velké Británie. Francouzskému filosofovi J. Derridovi podstrčila tajná policie do zavazadla balíček drog, aby jej mohla zatknout a vyhostit.

## Od roku 1989

### Univerzita a „sametová revoluce“
Už od roku 1987 se objevovaly náznaky oslabování komunistické moci, takže se objevilo několik odvážnějších studentských časopisů, které ovšem policie sledovala a fakulty na její pokyn zakazovaly. V lednu 1989 proběhl v Praze Palachův týden demonstrací, proběhlo několik velkých petičních akcí a vznikly nezávislé akademické organizace. Tato zprvu spíše rozptýlená činnost vyvrcholila přípravou vzpomínkové demonstrace k 50. výročí pohřbu Jana Opletala a zavření českých vysokých škol nacisty 17. listopadu 1939. Akci připravoval společně výbor oficiální mládežnické organizace SSM i nezávislí studenti s vazbou na disidentské kruhy.
Orgány KSČ manifestaci sice schválily, místo původně zamýšlené trasy průvodu z Albertova do Opletalovy ulice však předepsaly trasu na Vyšehrad, aby se průvod nedostal do středu města. Na Albertově mluvili zástupci studentů a profesor Miroslav Katětov, průvod došel na Vyšehrad, ale odtud se obrátil na nábřeží a podle policejních odhadů asi 50 tisíc účastníků dorazilo večer na Národní třídu, kde jim policie zatarasila cestu a mnoho účastníků surově zbila. Následující den, 18. listopadu vyhlásili pražští vysokoškoláci týdenní protestní stávku, k níž se 19. připojili také herci a večer vzniklo Občanské fórum.
Následovalo několik týdnů horečné činnosti aktivních studentů na všech fakultách a známá politická jednání, pro něž se pak ujal název „sametová revoluce“. Dosavadní rektor Zdeněk Češka 5. prosince resignoval, stejně jako někteří děkani. Studentské stávkové výbory a Občanská fóra jednotlivých fakult UK vyslaly po dvou učitelích a dvou studentech do Akademické rady, která 19. ledna 1990 zvolila rektorem docenta Radima Palouše z Pedagogické fakulty a 26. ledna pět prorektorů.

### Od roku 1990 do roku 1998
Hned začátkem roku 1990 byl zrušen Ústav marxismu-leninismu a na všech fakultách probíhala výměna diskreditovaných funkcionářů i učitelů, mnoho dříve vyhozených učitelů bylo rehabilitováno, takže na některých oborech se vyměnilo až 40 % učitelů. Součástí Univerzity Karlovy se staly tři teologické fakulty a byl založen Institut základů vzdělanosti (IZV), který měl zajišťovat humanitní přednášky společného základu pro všechny studenty. Tento koncept však dlouho neobstál a IZV začal od roku 1993 nabízet vlastní studijní programy. 1. června 1990 vznikla nová Fakulta sociálních věd (FSV), na místo předchozího Institutu (později fakulty) osvěty a novinářství (ION, FON). Poskytuje vysokoškolské vzdělání v oborech politologie, novinářství, ekonomie, sociologie a mezinárodních studií; byla také první fakultou UK s rozděleným studiem (bakalářský a magisterský stupeň).
Narychlo připravený vysokoškolský zákon z května 1990 obnovil akademické svobody, volené senáty s podstatnou účastí studentů a volbu akademických funkcionářů a zavedl akreditační řízení. Vznikla také řada nových „regionálních“ univerzit, často z bývalých pedagogických učilišť. Univerzita začala obnovovat přerušené zahraniční vztahy a uzavřela množství zahraničních smluv, vznikala nové vědecká pracoviště a rozvíjela se spolupráce s Akademií věd. Vnitřní život univerzity začalo stále víc ovlivňovat užívání počítačů a internetu.
Od roku 1993 bylo zavedeno normativní financování vysokých škol, odvozené hlavně od počtu studentů, typu studia (tzv. koeficient finanční náročnosti v rozmezí 1 až 3,5) a vědeckého výkonu. Toto opatření zahájilo prudký nárůst počtu vysokoškolských studentů (mezi lety 1990 a 2005 téměř na trojnásobek), čemuž však neodpovídal růst financí a zejména investic. Na rozdíl od řady krajských měst, kde probíhala a probíhá velkorysá výstavba univerzitních budov (Brno, Plzeň, Ústí nad Labem, Pardubice, Hradec Králové aj.), zápasí řada fakult UK s prostorovou nouzí.

### Od roku 1998 dodnes
Další podstatné změny přinesl vysokoškolský zákon č. 111/1998 Sb. z roku 1998, který dosud státní univerzity proměnil na veřejné, umožnil vznik soukromých vysokých škol a zavedl také rozlišení univerzitní – neuniverzitní vysoká škola. Zákon posílil pravomoci rektorů, omezil samostatnost fakult a přesně popsal fungování univerzitní samosprávy, průběh studia i akreditační procesy. Zavedl také dělené studium podle tzv. Boloňského systému (bakalářský, magisterský a doktorský stupeň studia), připouštěl však běžně výjimky. Zavedl poplatky za prodlužování studia, nově upravil akademické tituly a habilitační a profesorské řízení. Stát na veřejné univerzity převedl nemovitý majetek, o němž nadále rozhodují správní rady a zákon umožnil i podnikatelskou činnost veřejných univerzit, i když s řadou omezení, jež se pak novelami odstraňovala.

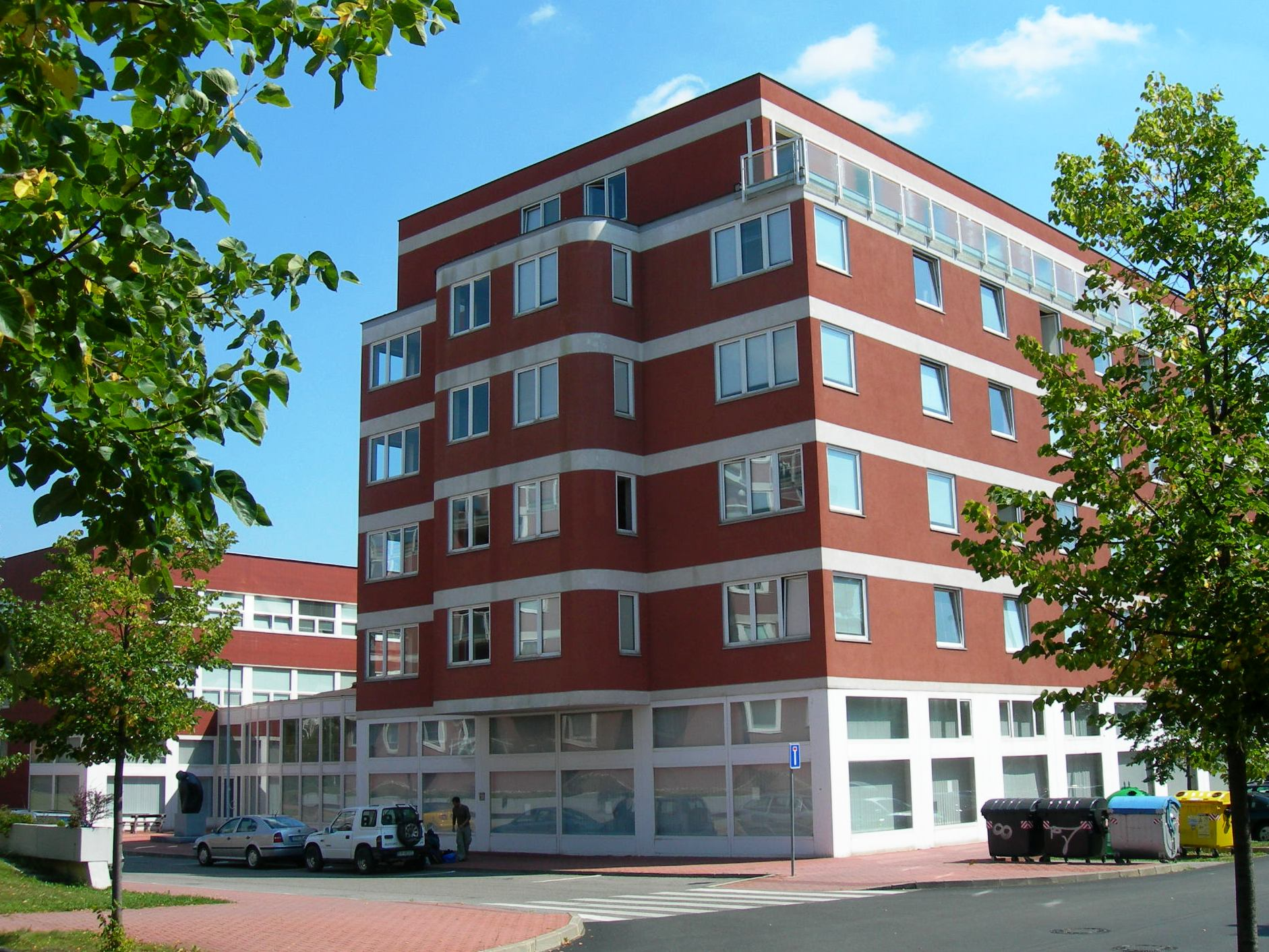
Budova společenskovědních fakult UK v Jinonicích (1998)

Roku 1998 získala univerzita od ministerstva školství novou budovu v Praze-Jinonicích pro své společenskovědní a humanitní obory, kde byl nárůst počtu studentů největší. K 1. srpnu 2000 vznikla z předchozího Institutu základů vzdělanosti Fakulta humanitních studií, která poskytuje bakalářské, magisterské a od roku 2002 i doktorské vzdělání v různých humanitních oborech, které dříve na UK neexistovaly. Studijní možnosti podstatně rozšířil evropský program výměny studentů (Sokrates – Erasmus), v němž se Univerzita Karlova zařadila mezi nejaktivnější univerzity v Evropě.
Změny ve financování vědecké činnosti způsobily také prudký nárůst vědeckého výkonu univerzity, takže v roce 2007 produkovala UK asi třetinu (měřitelného) vědeckého výkonu celé ČR. Další třetina připadá na Akademii věd, poslední na všechny ostatní vysoké školy. V mezinárodních žebříčcích univerzit se jako jediná česká a jedna ze tří východoevropských univerzit umístila mezi 500 hodnocenými univerzitami a řadí se kolem 250. místa.

#### Zakládací listina UK
V létě 2018 se univerzitě podařilo za 20 milionů korun získat její zakládací listinu. Tehdy nezveřejnila, kolik za listinu zaplatila, ani od koho ji koupila. Prodejce chtěl zůstat v anonymitě. Později však vyšlo najevo, že listinu vč. mnoha jiných historických dokumentů odcizil zaměstnanec a pozdější ředitel Zemského archivu Království českého František Dvorský (1839–1907). Od jeho pravnuka ji získal starožitník Josef Salmon, který ji univerzitě nabídl (pro urychlení transakce listinu nejprve koupila J&T Banka, od ní pak univerzita). 
V roce 2021 soud Salmona uznal vinným z podílnictví (tím, že měl prospěch z prodeje věci, o níž věděl, že je kradená). Dostal tříletý podmíněný trest a pokutu ve výši 5 milionů korun. Dvacet milionů korun za zakládací listinu musí univerzitě vrátit. Listina se nachází v Národním archivu, opatřena policejní plombou. 
Zakládací listiny byly dvě – původně měla univerzita jinou, která se však ztratila na konci druhé světové války, když Němci opouštěli Prahu. 